# ルーカス・ジオリト
- ルーカス・ジオリート

ルーカス・フロスト・ジオリト（Lucas Frost Giolito, 1994年7月14日 - ）は、アメリカ合衆国カリフォルニア州サンタモニカ出身のプロ野球選手（投手）。MLBのボストン・レッドソックス所属。右投右打。
発音はジーオリートー(gee-oh-LEE-toe)となっている。

## 経歴

### プロ入りとナショナルズ時代

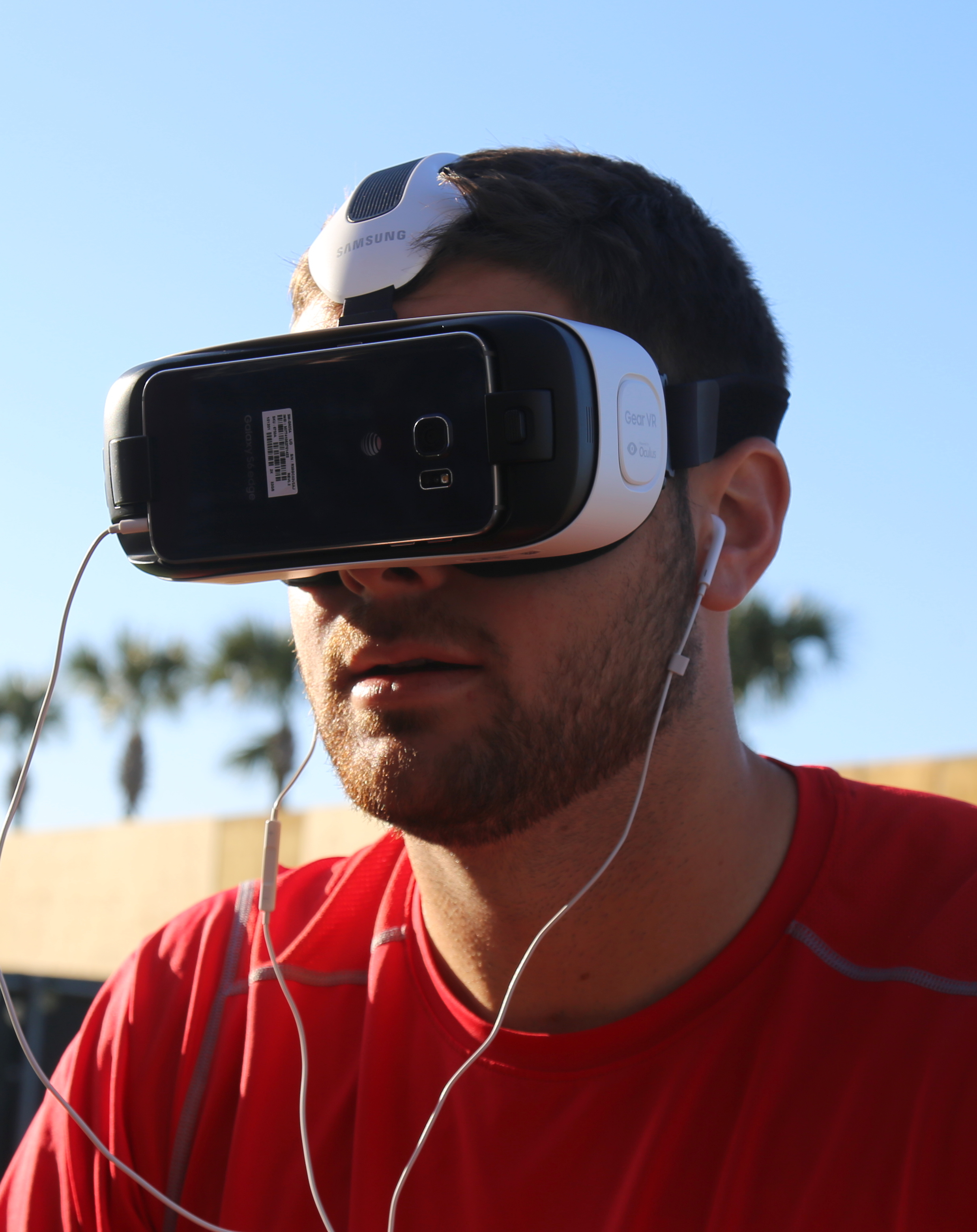
VRを試すジオリト
（2016年2月27日）

2012年3月、高校3年時に右肘を故障したが、6月にはMLBドラフト1巡目（全体16位）でワシントン・ナショナルズから指名を受け、プロ入り。契約直後、トミー・ジョン手術を受けた。。2012年は、大半を手術のリハビリに充て、ルーキー級ガルフ・コーストリーグ・ナショナルズで1試合の登板のみに終わる。
2013年はルーキー級ガルフ・コーストリーグ・ナショナルズとA+級ポトマック・ナショナルズの2球団合計で11試合に先発して防御率1.96の成績を記録した。
2014年はA級ヘイガーズタウン・サンズでプレー。10勝2敗、防御率2.20、110奪三振という好成績を残し、オールスター・フューチャーズゲームにもアメリカ合衆国選抜として選出された。
2015年は、A+級ポトマックとAA級ハリスバーグ・セネターズでプレーした。
2016年、シーズン初めはAA級ハリスバーグでスタートし、スティーブン・ストラスバーグの故障に伴い、メジャーに初昇格。6月28日のニューヨーク・メッツ戦でメジャーデビューを果たし、4回を1安打2四球無失点と好投した。しかし以後の登板では毎回2失点以上を喫し、6試合中4試合に先発登板して防御率6.75、1敗、WHIP1.78、FIP8.21という成績に終わった。マイナーでは、A級ヘイガーズタウン、AA級ハリスバーグ、AAA級シラキュース・チーフスの3球団合計で22試合に先発登板して防御率2.97、6勝5敗、WHIP1.28、115.1イニングで116三振を奪う好投を見せた。

### ホワイトソックス時代
2016年12月8日にアダム・イートンとのトレードで、レイナルド・ロペス、デーン・ダニングと共にシカゴ・ホワイトソックスに移籍した。
2017年は開幕から傘下のAAA級シャーロット・ナイツでプレーし、5月25日のシラキュース戦で球団史上4人目となるノーヒットノーランを達成した。8月後半に昇格し、同27日のデトロイト・タイガース戦で7回無失点に抑えて初勝利を挙げた。この年は7先発中5回でクオリティ・スタートを記録する投球を見せ、防御率2.38だった。
2018年はシーズン通じてローテーションを守り、32試合の先発登板で10勝13敗、防御率6.13だった。173.1イニングを投げたが、WHIPと自責点、与四球はリーグワーストで、死球や暴投数も上位と制球に苦しんだ。
2019年は4月こそ防御率5.38だったが、5月は5勝0敗、防御率1.74、初完封も記録してピッチャー・オブ・ザ・マンスに初めて選ばれた。前半戦を11勝3敗、防御率3.15で折り返し、オールスターゲームに初選出された。8月にも完封を記録していたが、9月16日に利き腕の軽度の張りのためにシーズンを終了した。最終成績は29試合の先発登板（176.2イニング）を14勝9敗、防御率3.41、228奪三振だった。
2020年は自身初めて開幕投手を務めた。8月25日のピッツバーグ・パイレーツ戦でノーヒットノーランを達成した。1四球のみの準完全試合であった。
2021年4月1日のエンゼルスとの開幕戦で2年連続2度目の開幕投手を務めた。このシーズンは31試合に先発登板し、11勝を記録した。チームも地区優勝を果たし、ヒューストン・アストロズと対戦したALDSの第2戦に先発登板した。翌2022年シーズンも11勝を記録した。
2023年1月13日に1年総額1040万ドルで契約を結んで、調停を回避した。

### エンゼルス時代
2023年7月27日にカイ・ブッシュ、エドガー・クエロとのトレードで、レイナルド・ロペスと共にロサンゼルス・エンゼルスへ移籍した。エンゼルスでは6試合に先発登板したが、1勝5敗、防御率6.89という成績に終わった。

### ガーディアンズ時代
2023年8月31日にウェイバー公示を経て、クリーブランド・ガーディアンズへ移籍した。レイナルド・ロペス、マット・ムーアも同時にガーディアンズ移籍となり、レイナルド・ロペスとはナショナルズ入団以来3回目の同時移籍となった。オフの11月3日にFAとなった。

### レッドソックス時代
2024年1月3日にボストン・レッドソックスと1年契約を結んだ。3月に右肘の手術を行い、早くも今期の出場は絶望的となった。

## 選手としての特徴・人物
投球フォームはオーバースロー。平均球速94mph・最高球速は97.7mph（約157.2km/h）のストレート（フォーシーム、ツーシーム）を中心に平均球速80mph程度のスライダー、平均75mph程度のカーブに加え、決め球として80mph〜85mphのチェンジアップを投げる。緩急を使った投球で打者を打ち取る。投球の際、テークバックが小さく打者から見えづらい。
母親は女優のリンゼイ・フロスト。祖父に俳優のウォーレン・フロスト。叔父に脚本家、映画監督のマーク・フロストがいる

## 詳細情報

### 年度別投手成績
| 年 度    | 球 団    | 登 板 | 先 発 | 完 投 | 完 封 | 無 四 球 | 勝 利 | 敗 戦 | セ 丨 ブ | ホ 丨 ル ド | 勝 率 | 打 者 | 投 球 回 | 被 安 打 | 被 本 塁 打 | 与 四 球 | 敬 遠 | 与 死 球 | 奪 三 振 | 暴 投 | ボ 丨 ク | 失 点 | 自 責 点 | 防 御 率 | W H I P |
| -------- | -------- | ----- | ----- | ----- | ----- | -------- | ----- | ----- | -------- | ----------- | ----- | ----- | -------- | -------- | ----------- | -------- | ----- | -------- | -------- | ----- | -------- | ----- | -------- | -------- | ------- |
| 2016     | WSH      | 6     | 4     | 0     | 0     | 0        | 0     | 1     | 0        | 0           | .000  | 101   | 21.1     | 26       | 7           | 12       | 0     | 1        | 11       | 1     | 1        | 18    | 16       | 6.75     | 1.78    |
| 2017     | CWS      | 7     | 7     | 0     | 0     | 0        | 3     | 3     | 0        | 0           | .500  | 179   | 45.1     | 31       | 8           | 12       | 0     | 3        | 34       | 2     | 0        | 14    | 12       | 2.38     | 0.95    |
| 2018     | CWS      | 32    | 32    | 0     | 0     | 0        | 10    | 13    | 0        | 0           | .435  | 775   | 173.1    | 166      | 27          | 90       | 2     | 15       | 125      | 13    | 0        | 123   | 118      | 6.13     | 1.48    |
| 2019     | CWS      | 29    | 29    | 3     | 2     | 1        | 14    | 9     | 0        | 0           | .609  | 705   | 176.2    | 131      | 24          | 57       | 1     | 4        | 228      | 6     | 0        | 69    | 67       | 3.41     | 1.06    |
| 2020     | CWS      | 12    | 12    | 1     | 1     | 0        | 4     | 3     | 0        | 0           | .571  | 288   | 72.1     | 47       | 8           | 28       | 0     | 2        | 97       | 3     | 0        | 31    | 28       | 3.48     | 1.04    |
| 2021     | CWS      | 31    | 31    | 1     | 0     | 1        | 11    | 9     | 0        | 0           | .550  | 720   | 178.2    | 145      | 27          | 52       | 1     | 2        | 201      | 12    | 0        | 74    | 70       | 3.53     | 1.10    |
| 2022     | CWS      | 30    | 30    | 0     | 0     | 0        | 11    | 9     | 0        | 0           | .550  | 698   | 161.2    | 171      | 24          | 61       | 1     | 4        | 177      | 3     | 0        | 92    | 88       | 4.90     | 1.44    |
| 2023     | CWS      | 21    | 21    | 0     | 0     | 0        | 6     | 6     | 0        | 0           | .500  | 507   | 121.0    | 106      | 20          | 42       | 0     | 6        | 131      | 2     | 0        | 55    | 51       | 3.79     | 1.22    |
| 2023     | LAA      | 6     | 6     | 0     | 0     | 0        | 1     | 5     | 0        | 0           | .167  | 149   | 32.2     | 33       | 10          | 15       | 2     | 3        | 34       | 0     | 0        | 28    | 25       | 6.89     | 1.47    |
| 2023     | CLE      | 6     | 6     | 0     | 0     | 0        | 1     | 4     | 0        | 0           | .200  | 138   | 30.2     | 30       | 11          | 16       | 0     | 0        | 39       | 3     | 0        | 27    | 24       | 7.04     | 1.50    |
| '23計    | CLE      | 33    | 33    | 0     | 0     | 0        | 8     | 15    | 0        | 0           | .348  | 794   | 184.1    | 169      | 41          | 73       | 2     | 9        | 204      | 5     | 0        | 110   | 100      | 4.88     | 1.31    |
| MLB：8年 | MLB：8年 | 180   | 178   | 5     | 3     | 2        | 61    | 62    | 0        | 0           | .496  | 4260  | 1013.2   | 886      | 166         | 385      | 7     | 40       | 1077     | 45    | 1        | 531   | 499      | 4.43     | 1.25    |

- 2024年度シーズン終了時
- 各年度の太字はリーグ最高

### 年度別守備成績
| 年 度 | 球 団 | 投手（P） | 投手（P） | 投手（P） | 投手（P） | 投手（P） | 投手（P） |
| 年 度 | 球 団 | 試 合     | 刺 殺     | 補 殺     | 失 策     | 併 殺     | 守 備 率  |
| ----- | ----- | --------- | --------- | --------- | --------- | --------- | --------- |
| 2016  | WSH   | 6         | 1         | 3         | 0         | 0         | 1.000     |
| 2017  | CWS   | 7         | 2         | 3         | 1         | 0         | .833      |
| 2018  | CWS   | 32        | 14        | 15        | 1         | 0         | .967      |
| 2019  | CWS   | 29        | 4         | 15        | 0         | 1         | 1.000     |
| 2020  | CWS   | 12        | 2         | 5         | 1         | 0         | .875      |
| 2021  | CWS   | 31        | 1         | 10        | 0         | 0         | 1.000     |
| 2022  | CWS   | 30        | 5         | 12        | 0         | 1         | 1.000     |
| 2023  | CWS   | 21        | 1         | 3         | 0         | 1         | 1.000     |
| 2023  | LAA   | 6         | 0         | 1         | 0         | 0         | 1.000     |
| 2023  | CLE   | 6         | 0         | 1         | 0         | 0         | 1.000     |
| '23計 | CLE   | 33        | 1         | 5         | 0         | 1         | 1.000     |
| MLB   | MLB   | 180       | 30        | 68        | 3         | 3         | .970      |

- 2024年度シーズン終了時
- 各年度の太字はリーグ最高

### 表彰
- ピッチャー・オブ・ザ・マンス：1回（2019年5月）
- プレイヤー・オブ・ザ・ウィーク：2回（2019年5月27日 - 29日、2020年8月24日 - 30日）

### 記録
MiLB
- オールスター・フューチャーズゲーム選出：2回（2014年、2015年）

MLB
- MLBオールスターゲーム選出：1回（2019年）
- ノーヒットノーラン：1回（2020年8月25日、対ピッツバーグ・パイレーツ戦）

### 背番号
- 44（2016年）
- 27（2017年 - 2023年途中）
- 24（2023年途中 - 同年終了）
- 54（2025年 - ）